# 指导意见
指导意见為中華人民共和國憲政下的规范性文件，此類意见并没有法律效力，由上級對其下級之相關行政部門施政进行引导和示范，具有「普遍效力的抽象行政行为」。此意見的行政效力具有层次性，因多方因素不同有不同的行政效力:29。
2000年8月14日，国务院发布《国家行政机关公文处理办法》中取消了「指示」而增加了「意见」，意见成為正式的公文文种之一，有参考、启发、和指导的作用:10。
法律相關的指导意见在法律实践中存在事实上约束力。

## 外部連結
- 政府发布的“指导意见”具有哪些行政效力？ （页面存档备份，存于）
- 商务部廖晓淇副部长就《关于网上交易的指导意见（暂行）》答记者问